# ジアセチルレダクターゼ ((R)-アセトイン形成)
ジアセチルレダクターゼ [(R)-アセトイン形成](diacetyl reductase [(R)-acetoin forming])は、次の化学反応を触媒する酵素である。
(R)-アセトイン + NAD+ {\displaystyle \rightleftharpoons } ジアセチル + NADH + H+
この酵素の基質は(R)-アセトインとNAD+で、生成物はジアセチル、NADHとH+である。
この酵素は酸化還元酵素に属し、NAD+またはNADP+を受容体として供与体であるCH-OH基に特異的に作用する。組織名は(R)-acetoin:NAD+ oxidoreductaseで、別名に(R)-acetoin dehydrogenaseがある。